# Reflex biottica

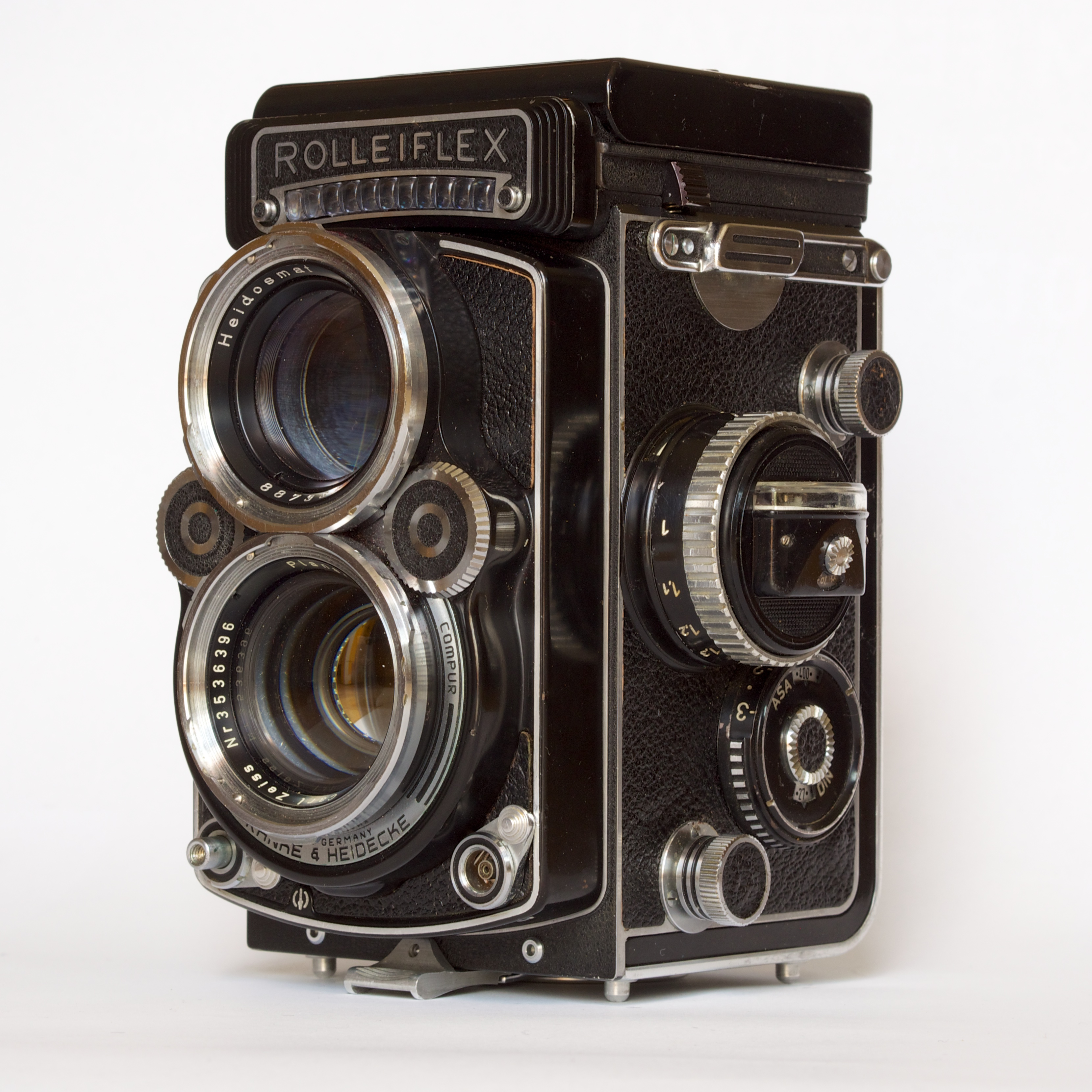
Rolleiflex biottica

Una reflex biottica (in inglese TLR, sigla di Twin-Lens Reflex ) è un tipo di fotocamera dotata di due obiettivi di pari lunghezza focale, uno più luminoso per la messa fuoco e l'altro completo di otturatore e diaframma coassiali per la ripresa fotografica. Entrambi sono connessi al frontale mobile, che avanza o indietreggia in base alla ruota di focalizzazione: ciò che è mostrato dal primo, sul vetro smerigliato del mirino a pozzetto, viene ripreso esattamente sul fotogramma, dal obiettivo di scatto. Molti modelli economici sono a fuoco fisso. La maggior parte dei modelli più complessi, utilizza un otturatore a lamelle con varie velocità da 1/500 di secondo fino alla posa B. 

## Caratteristiche
L'ottica di mira è solitamente più luminosa dell'altra e la sua immagine viene riflessa verso l'alto da uno specchio posto a 45° (da cui, reflex "riflesso"), che emerge su un vetro smerigliato posto nella parte superiore della fotocamera, dove un paraluce ripiegabile lo circonda e gli fa ombra, per aumentare il contrasto durante l'inquadratura e la messa a fuoco. Alcuni modelli presentano anche una lente di ingrandimento nel centro del mirino, per migliorare la precisione del fuoco, e oltre a questo alcune montano anche un "mirino sportivo" costituito da un foro quadrato praticato nel paraluce ed una apertura corrispondente nella parte anteriore. Il fotografo può inquadrare la scena attraverso questo tipo di mirino, invece di usare il vetro smerigliato, e risulta utile nel seguire soggetti in rapido movimento, ma non consente la messa a fuoco. D'altro canto risulta difficile giudicare la composizione attraverso questo mirino sportivo. 
Il sistema a pozzetto, però, è un po' diverso dal mirino delle fotocamere reflex con pentaprisma, dove l'immagine è raddrizzata completamente; l'immagine del pozzetto, invece, viene raddrizzata dallo specchio solamente sul lato alto-basso (capovolta), quindi appare dritta, ma resta speculata sul lato sinistra-destra, e così quando ci si sposta per esempio a sinistra, l'immagine nel mirino sembra correre verso destra (e vicevrsa), lasciando quasi tutti i fotografi piuttosto spiazzati. Bisognerà farci l'abitudine col tempo. 
La serie C della Mamiya, lanciata negli anni sessanta, composta dai modelli C-3, C-2, C-33, C-22, Mamiya C330 e Mamiya C220 assieme ai loro predecessori Mamiyaflex sono le sole reflex biottica ad avere la possibilità di cambiare obiettivo.. Le reflex biottica Mamiya impiegano anche la messa a fuoco a soffietto permettendo di inquadrare e focheggiare soggetti molto più vicini. 
Nelle Rolleiflex della Rollei, il "mirino sportivo" è dotato di un'ulteriore caratteristica che permette una messa a fuoco precisa, quando l'apertura del paraluce è posta, mediante una cerniera, nella posizione "sportiva", uno specchio secondario si sposta sul vetro smerigliato per riflettere l'immagine su una lente secondaria posta nella parte posteriore del paraluce, appena sotto il foro per la visione diretta. Questo meccanismo permette una messa a fuoco accurata perché l'immagine viene ingrandita e raddrizzata.

## Vantaggi
- Il vantaggio principale delle reflex biottica è dato dalla loro semplicità meccanica in confronto alle più comuni fotocamere SLR. Le fotocamere SLR necessitano di un meccanismo per bloccare la luce verso la pellicola durante la messa a fuoco mediante un otturatore posto sul piano focale (il metodo più diffuso) o con lo specchio stesso. Entrambi i meccanismi aggiungono una certa quantità di rumore durante lo scatto e rendono la fotocamera più ingombrante e pesante. La maggior parte delle reflex biottica utilizzano un otturatore a lamelle. Il solo rumore meccanico durante l'esposizione è dato dall'apertura e chiusura delle lamelle dell'otturatore. La maggior parte delle reflex biottica sono molto più leggere di una SLR medio formato.

- Le reflex biottica sono differenti dalle SLR in vari aspetti. Prima di tutto, a differenza di tutte le SLR, le reflex biottica forniscono l'immagine nel mirino senza alcuna interruzione mentre il mirino delle SLR si oscura durante l'esposizione.

- Dal momento che non occorre muovere lo specchio, l'esposizione avviene con un ritardo molto più ridotto dal momento in cui viene premuto il pulsante. Questo ritardo di scatto ridotto risulta utile in alcune occasioni come nelle fotografie sportive o di danza.

- Le reflex biottica sono ideali negli scatti effettuati di nascosto quando la fotocamera portata a livello degli occhi potrebbe causare sospetti. Una reflex biottica può essere tenuta con una cinghia attorno al collo ed il pulsante di scatto può esser comandato a distanza con l'apposito flessibile.

- I modelli dotati di otturatore centrale sull'obiettivo invece che sul piano di fuoco, possono essere sincronizzati con il flash a velocità molto più alta che nelle SLR. Questi fattori combinati possono risultare molto vantaggiosi per foto d'azione in posa (per esempio l'esecuzione di un calcio o un salto nelle arti marziali) in combinazione con un flash ad alta intensità per congelare l'azione.

- Grazie alla disponibilità di fotocamere medio formato ed alla facilità di composizione dell'immagine, le reflex biottica sono preferite nell'ambito dei ritratti in studio di posa.

- Un altro vantaggio delle reflex biottica emerge nel caso di lunghe esposizioni. Durante l'esposizione, lo specchio nelle SLR è sollevato oscurando il mirino, lo specchio nelle reflex biottica è fisso permettendo di esaminare l'immagine nel corso dell'esposizione facilitando la creazione di effetti speciali con la luce o con le trasparenze.

## Svantaggi
- La possibilità di cambiare obiettivo è offerta solo da poche fotocamere reflex biottica e nessuna è dotata di obiettivi zoom.
- Poiché il fotografo vede attraverso un obiettivo diverso da quello attraverso il quale avviene la fotografia, l'errore di parallasse rende la fotografia differente da quanto viene visto nel mirino. Questa differenza è insignificante nel caso di soggetti lontani ma diventa critica per i soggetti più vicini. La parallasse può essere corretta dal fotografo modificando la linea di vista per compensare la modifica dell'inquadratura o per avere risultati ripetibili nell'ambito della fotografia di oggetti statici (in questi casi il soggetto può essere a distanze minori di 30 cm dalla fotocamera), esistono dispositivi che permettono di spostare la fotocamera verso l'alto in modo da porre l'obiettivo di ripresa nella stessa posizione occupata precedentemente dall'obiettivo del mirino.
- Non è possibile valutare anticipatamente la profondità di campo come nelle SLR perché l'obiettivo del mirino non è dotato di diaframma. Fanno eccezione la Mamiya 105 D e 105 DS che sono dotate di questa caratteristica.

## Formati di pellicola
La tipica reflex biottica utilizza la pellicola medio formato con rullini formato 120 per immagini 6×6 cm. Sono tuttora in produzione la cinese Seagull e la tedesca Rollei mentre in passato esistevano molti produttori. La Ciro-flex prodotta dalla Ciro Cameras Inc. acquisì notevole popolarità durante la Seconda guerra mondiale per via dell'impossibilità di acquistare dalla Germania le Rollei. La Ciro-flex era largamente disponibile, economica e produceva immagini di alta qualità. Modelli prodotti da Mamiya, Minolta e Yashica sono comuni sul mercato dell'usato mentre molte altre case produssero reflex biottica diventate ormai dei classici. Le Mamiya serie C permettono di cambiare obiettivo offrendo lunghezze focali da 55 mm (grandangolo) a 250 mm (teleobiettivo). I modelli dotati di messa a fuoco a soffietto permettono fotografie da distanza estremamente ravvicinata difficili o impossibili da ottenere con la maggior parte delle reflex biottica. La costruzione semplice e robusta di molte reflex biottica permette che durino nel tempo. Molti modelli di bassa gamma usano otturatori economici e le basse velocità spesso si bloccano o non sono accurate.
Esistono molti modelli di reflex biottica più piccoli che utilizzano pellicole di formato 127 che produce immagini di 4x4 cm, le più famose sono la "Baby" Rolleiflex e la Yashica 44. Il formato reflex biottica fu popolare negli anni cinquanta anche per fotocamere economiche a fuoco fisso come la Kodak Dualflex e la Argus 75. Anche se la maggior parte delle reflex biottica utilizzano pellicole medio formato, esistono alcuni modelli per il 35 mm, la più avanzata è la Contaflex TLR dotata della possibilità di cambiare gli obiettivi ed il dorso removibile.
La più piccola fotocamera reflex biottica fu prodotta dalla svizzera Tessina, utilizza pellicole perforate formato 35 mm producendo immagini di 14x21 mm.

## Galleria d'immagini

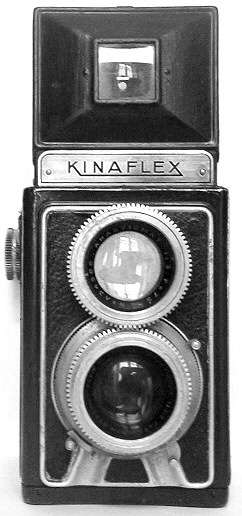
La parte anteriore di una fotocamera reflex biottica Kinaflex. La ghiera di messa a fuoco dei due obiettivi è accoppiata mediante un ingranaggio.
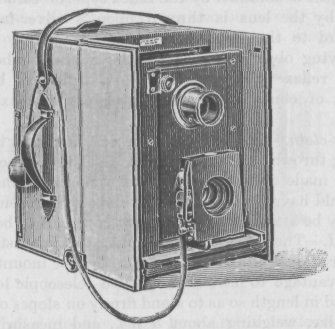
Disegno di una reflex biottica degli inizi del XX secolo.
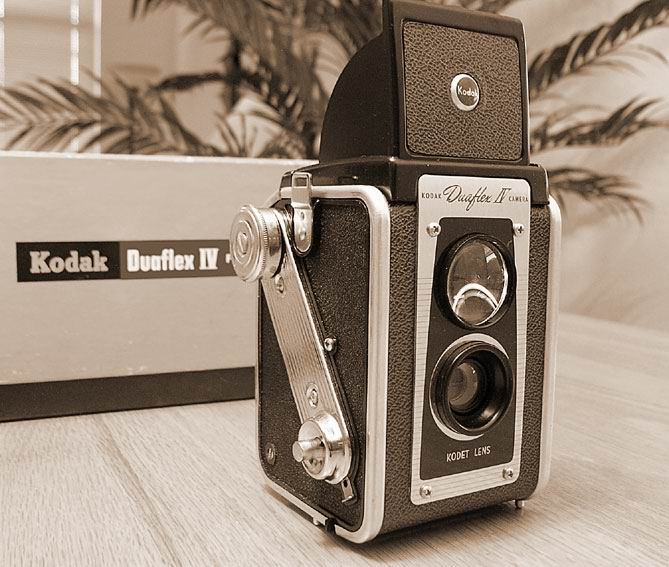
La Kodak Duaflex IV del 1957, una reflex biottica economica a fuoco fisso